# Решітняк брудноводяний
Решітняк брудноводяний (Cinclidium stygium) — вид мохів порядку головмохальних (Bryales).

## Поширення
Ареал охоплює такі частини світу: Європа, Північна Америка, Азія.
Населяє болота, альпійські просочування, у берегових басейнах; від низьких до помірних висот.

## Характеристика

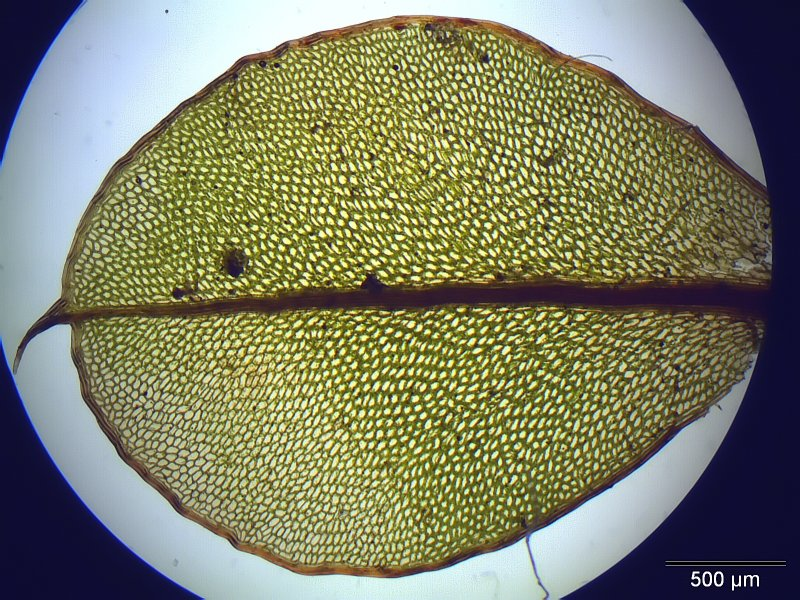

Рослини 3–8(13) см. Стебла темно-коричневі. Листки червонувато-зелені, червонувато-коричневі чи чорні у старості, розпростерті, ± плоскі, не сильно зігнуті у вологому стані, широко-еліптичні, яйцюваті, обернено-яйцеподібні або рідко ± округлі, (2.5)3.5–4.5(6) мм; краї від вузько- до широко-зігнутих або рідко майже плоских, 1-шаруваті; верхівка тупа або заокруглена, іноді загострена або гостра. Вид синоїчний. Коробочкові ніжки жовтуваті, 4–7 см. Коробочка жовтувата, яйцювато-еліптична, 2–3 мм. Спори 25–70 мкм.